# Arrondissement de Coblence
Das Arrondissement de Coblence (deutsch: Arrondissement Koblenz, auch Bezirk von Koblenz) war eine von drei Verwaltungseinheiten im Rhein-Mosel-Departement. Das Arrondissement war in den Jahren 1798 bis 1814 Teil der Französischen Republik (1798–1804) und des Französischen Kaiserreichs (1804–1814).
Aufgrund der Beschlüsse auf dem Wiener Kongress kam das Gebiet 1815 an das Königreich Preußen, ging 1816 im Regierungsbezirk Koblenz auf und wurde 1822 Teil der Rheinprovinz. Seit 1946 gehört das Gebiet zu Rheinland-Pfalz.

## Verwaltungsgliederung
Das Arrondissement Koblenz gliederte sich in 12 Kantone, 30 Mairies und 204 Gemeinden, in denen im Jahr 1812 insgesamt 97.544 Einwohner lebten.
Kanton Andernach
- Mairie Andernach mit 19 Ortschaften in 6 Gemeinden und 5188 Einwohnern; Bürgermeister: Johann Michael Nachtsheim
- Mairie Burgbrohl (Bourgbrohl) mit 5 Gemeinden und 1582 Einwohnern; Bürgermeister: Ferdinand Bourscheidt
- Mairie Niederbreisig mit 5 Gemeinden und 2085 Einwohnern; Bürgermeister: Matoni (1808), H. Kaifenheim (1811)
- Mairie Saffig mit 6 Ortschaften in 4 Gemeinden und 2249 Einwohnern; Bürgermeister: Peter Kleudgen

Kanton Boppard
- Mairie Boppard mit 4 Gemeinden und 4047 Einwohnern; Bürgermeister: Heinrich Joseph Knoodt
- Mairie Halsenbach mit 7 Gemeinden und 1282 Einwohnern; Bürgermeister: Collet (1808), Michael Bergmann (1811)
- Mairie Niederfell mit 24 Ortschaften in 6 Gemeinden und 2232 Einwohnern; Bürgermeister: Johann Sabel
- Mairie Rhens mit 12 Ortschaften in 7 Gemeinden und 2705 Einwohnern; Bürgermeister: Will (1808), Friedrich Iser (1811)

Kanton Coblence
- Mairie Coblence, umfasste nur die Stadt Koblenz und einige umliegende Weiler mit 10.582 Einwohnern; Bürgermeister Johann Nikolaus Nebel (1808), Johann Dominik Gayer (1811)

Kanton Cochem
- Mairie Cochem mit 15 Ortschaften in 7 Gemeinden und 2892 Einwohnern; Bürgermeister: Peter Franz Oster
- Mairie Eller mit 9 Ortschaften in 7 Gemeinden und 2086 Einwohnern; Bürgermeister: Johann Kaspar Friederichs
- Mairie Pommern mit 5 Gemeinden und 1530 Einwohnern; Bürgermeister: Tippel (1808), Vandael (1811)

Kanton Kaisersesch
- Mairie Kaisersesch mit 23 Ortschaften in 17 Gemeinden und 3327 Einwohnern; Bürgermeister: Kerpen (1808), Remigius Joseph Culot (1811)

Kanton Lutzerath
- Mairie Lutzerath mit 17 Ortschaften in 11 Gemeinden und 2977 Einwohnern; Bürgermeister: Wust (1808), Theisen (1811)

Kanton Mayen
- Mairie Mayen mit 27 Ortschaften in 7 Gemeinden und 4244 Einwohnern; Bürgermeister: Franz Peter Hartung
- Mairie St. Johann (St. Jean) mit 8 Gemeinden und 3660 Einwohnern; Bürgermeister: Hirschbrun (1808), Anton Josef Breuer (1811)

Kanton Münstermaifeld
- Mairie Karden (Carden) mit 8 Gemeinden und 2306 Einwohnern; Bürgermeister: Sontag (1808), Johann Baptist Erpeldinger (1811)
- Mairie Gondorf mit 6 Gemeinden und 1850 Einwohnern; Bürgermeister: Heinrich Seegmüller
- Mairie Münstermaifeld (Munstermayfeld, Münster-Mayenfeld) mit 11 Gemeinden und 2971 Einwohnern; Bürgermeister: Jakob Schmitt

Kanton Polch
- Mairie Mertloch mit 9 Gemeinden und 2128 Einwohnern; Bürgermeister: Münch (1808), Johann Stildorf
- Mairie Polch mit 6 Gemeinden und 2755 Einwohnern; Bürgermeister: Luxem (1808), Johann Wilhelm Münch (1811)

Kanton Rübenach
- Mairie Bassenheim mit 12 Dörfern in 6 Gemeinden und 3770 Einwohnern; Bürgermeister: Wirz (1808); Andre Joseph Emmerich (1811)
- Mairie St. Sebastian (St. Sébastien) mit 5 Gemeinden und 1861 Einwohnern; Bürgermeister: Anheyer (1808), Joseph Schüller (1811)
- Mairie Winningen mit 6 Gemeinden und 3391 Einwohnern; Bürgermeister: K. U. Rheinhard

Kanton Treis
- Mairie Beulich mit 5 Gemeinden und 1229 Einwohnern; Bürgermeister: Erpeldinger (1808), Kaiserswerth (1811)
- Mairie Burgen mit 5 Gemeinden und 1806 Einwohnern; Bürgermeister: Jakob Lay
- Mairie Treis (Treiss) mit 5 Gemeinden und 2042 Einwohnern; Bürgermeister: Nikolaus Reiß

Kanton Zell
- Mairie Beilstein mit 19 Ortschaften in 9 Gemeinden und 2983 Einwohnern; Bürgermeister: Philipp Kläser
- Mairie Blankenrath mit 11 Gemeinden und 2544 Einwohnern; Bürgermeister: Sebastian Koch (1808), F. L. Heibel (1811)
- Mairie Zell mit 5 Gemeinden und 3780 Einwohnern; Bürgermeister: Johann Adams